# Menhir de Milin-ar-Lann
Le menhir de Milin-Ar-Lan est situé à Trébeurden dans le département français des Côtes-d'Armor.

## Description
Le menhir mesure 1,30 m de hauteur pour 1,05 m de largeur (face est) et 0,40 m d'épaisseur. Il est en granite de l'Île Canton. Il comporte deux rigoles d'érosion et une fissure sur la face sud. Le menhir est inclus dans un talus d'environ 1,10 m de hauteur.
Dans son inventaire de 1912, A. L. Harmois mentionne « non loin d'un ancien moulin appelé Miliau-ar-Lan, menhir brisé ayant encore 2,20 m  de hauteur et 1,20 m de largeur ». Cette description ne correspond pas vraiment avec celle du menhir actuellement visible.